# The Rolling Stones Rock and Roll Circus
The Rolling Stones Rock and Roll Circus foi um filme-concerto apresentando os Rolling Stones, filmado de 11 a 12 de dezembro de 1968. Foi dirigido por Michael Lindsay-Hogg, que propôs a Jagger a ideia de um "circo do rock and roll".  O show foi filmado em um palco de circo improvisado com Jethro Tull, The Who, Taj Mahal, Marianne Faithfull e os Rolling Stones. John Lennon e sua noiva Yoko Ono se apresentaram como parte de um supergrupo chamado The Dirty Mac, com Eric Clapton na guitarra, Mitch Mitchell (do The Jimi Hendrix Experience) na bateria e Keith Richards dos Stones no baixo. O recém-formado Led Zeppelin foi considerado para inclusão, mas a ideia foi rejeitada.  (Como lembrou Pete Townshend do Who, uma ideia anterior para uma turnê com tema circense havia sido lançada; teria apresentado os Stones, o Who e os Small Faces.) 
O filme deveria ser exibido na BBC, mas os Rolling Stones o recusaram, alegando que o fizeram porque sentiram que seu desempenho era inferior; eles estavam claramente exaustos após 15 horas de filmagem (e alguma indulgência com drogas).  Foi a última aparição de Brian Jones com os Rolling Stones; ele se afogou sete meses depois, enquanto o filme estava sendo editado. Alguns especulam que outra razão para não lançar o filme foi que o Who, que havia acabado de sair de uma turnê, ofuscou os Stones em sua própria produção.  O show não foi lançado comercialmente até outubro de 1996.

## Conceito e performance
O projeto foi concebido por Mick Jagger como uma forma de promover o álbum dos Stones, Beggars Banquet, além da imprensa convencional e de apresentações em shows.  Jagger abordou Lindsay-Hogg, que havia dirigido promoções de duas músicas dos Rolling Stones em 1968, e iria dirigir o documentário Let It Be dos Beatles, para fazer um programa de TV completo para eles. Segundo Lindsay-Hogg, a ideia de combinar rock e cenário de circo surgiu quando ele tentava ter ideias; ele desenhou um círculo em um pedaço de papel e associou-o livremente. 
Os Rolling Stones e seus convidados se apresentaram em uma réplica de uma tenda decadente em um palco sonoro britânico - o estúdio Intertel (VTR Services), Wycombe Road, Wembley  - diante de um público convidado. As apresentações começaram por volta das 14h da tarde do dia 11 de dezembro de 1968, mas a preparação entre os atos e o recarregamento das câmeras demorou mais do que o planejado, o que fez com que as apresentações finais acontecessem quase às 5h da madrugada do dia 12. 

Naquela época, o público e a maioria dos Rolling Stones estavam exaustos. Foi apenas devido ao entusiasmo e resistência de Jagger, e à paciência e incentivo de Lindsay-Hogg,  que eles continuaram até o fim. Independentemente disso, Jagger teria ficado tão decepcionado com o desempenho dele e da banda que cancelou a exibição do filme e o manteve longe da vista do público. Pete Townshend lembrou:
Quando eles realmente se movem, há uma espécie de magia branca que começa a substituir a magia negra, e tudo começa a realmente voar. Isso não aconteceu nesta ocasião; não há dúvida sobre isso. Eles não foram apenas usurpados pelo The Who, mas também pelo Taj Mahal – que foi, como sempre, extraordinário. Eles foram até certo ponto usurpados pelo próprio evento: a multidão no momento em que os Stones começaram era radicalmente festiva.
Lindsay-Hogg lembrou que Brian Jones, dos Stones, telefonou para ele na noite anterior às filmagens programadas para informar ao diretor que não participaria do filme. “Eu odeio os Rolling Stones”, disse Jones a ele. Lindsay-Hogg conversou com Jones por cerca de vinte minutos e o convenceu a ir às filmagens.  Seria a última apresentação pública de Jones com os Rolling Stones.  Em grande parte do set dos Stones ele tem uma mixagem muito baixa, embora exista áudio em que sua guitarra está muito mais alta. Sua guitarra slide em "No Expectations", maracas em "Sympathy for the Devil" e guitarra rítmica em "Jumpin' Jack Flash" permanecem claras. Ian Anderson comentou:
Brian Jones já havia passado do prazo de validade… Conversamos com Brian e ele realmente não sabia o que estava acontecendo. Ele estava bastante isolado dos outros – houve muito silêncio constrangedor. Mas um sujeito encantador, e sentimos muita pena dele... Fui procurado para uma entrevista por um sujeito do Record Mirror…Inadvertidamente, comentei que os Stones estavam um pouco mal ensaiados e que Brian não conseguia nem afinar sua guitarra, o que era literalmente a verdade, mas um pouco indelicado e inapropriado para mim dizer. Isto foi devidamente relatado, e então Mick Jagger ficou extremamente chateado. Tive que enviar um pedido de desculpas humilhante ao escritório dele.
Além de marcar a última apresentação ao vivo de Brian Jones com a banda, também marcou a primeira vez que o colaborador de longa data Nicky Hopkins se apresentou ao vivo com eles, tendo contribuído extensivamente para as sessões do Beggars Banquet. A última música, "Salt of the Earth", foi cantada ao vivo por Keith Richards e Mick Jagger na fita pré-gravada do álbum de estúdio em que a música foi lançada.
De acordo com o livro de Bill Wyman, Rolling with the Stones, os Rolling Stones também tocaram "Confessing the Blues", "Route 66" e uma versão alternativa de "Sympathy for the Devil" com Brian Jones na guitarra. 
Sobre a performance única do Dirty Mac, o jornalista David Dalton, que assistiu às filmagens, escreveu na revista Rolling Stone em 1970: "Simplesmente a presença de todos esses mágicos juntos é completamente avassaladora." Após a apresentação do grupo de "Yer Blues" de Lennon, que seguiu para uma longa e vanguardista jam com os lamentos de Ono, Dalton descreveu o público como "totalmente impressionado; eles não se movem nem falam. Foi de tirar o fôlego." 

## Artistas
- Sir Robert Fossett's Circus
  - Norman McGlen – anão
  - Willie Shearer – anão
  - Milton Reid – homem forte
- Jethro Tull
  - Ian Anderson – flauta e vocais
  - Glenn Cornick – baixo e harmônica
  - Tony Iommi – guitarra
  - Clive Bunker – bateria
- The Who
  - Roger Daltrey – vocais
  - Pete Townshend – guitarra e vocais
  - John Entwistle – bass guitar e vocais
  - Keith Moon – bateria e vocais
- Taj Mahal – harmônica e vocais
  - Jesse Ed Davis – guitarra
  - Gary Gilmore – baixo
  - Chuck Blackwell – bateria
- Marianne Faithfull – vocais
  - apoiada por faixas instrumentais pré-gravadas
- Danny Kamara – engolidor de fogo
  - Donyale Luna – assistente
- The Dirty Mac
  - John Lennon – guitarra e vocais
  - Eric Clapton – guitarra
  - Keith Richards – baixo
  - Mitch Mitchell – bateria
  - Ivry Gitlis – violino
  - Yoko Ono – vocais
- The Rolling Stones
  - Mick Jagger – vocais
  - Keith Richards – guitarra
  - Brian Jones – guitarra, slide guitar (em No "Expectations"), maracas (em "Sympathy for the Devil")
  - Bill Wyman – baixo
  - Charlie Watts – bateria
  - Nicky Hopkins – piano
  - Kwasi Rocky Dzidzornu – percussão
  - Julius Katchen – piano (apenas faixas bônus)

## Gravações
O projeto foi abandonado até que Lindsay-Hogg tentou editar o filme em 1992, mas, devido à falta da filmagem principal, o projeto foi suspenso. Algumas das filmagens do show foram consideradas perdidas ou destruídas até 1993, quando foram descobertas em uma lixeira no cofre privado de filmes do Who pela equipe de diretor/produtor Michael Gochanour e Robin Klein. Após a sua descoberta, Gochanour e Klein completaram o filme inacabado no outono de 1996.
Um segmento significativo, do Who apresentando "A Quick One", foi exibido nos cinemas no documentário The Kids Are Alright (1979), única exibição pública do filme até seu eventual lançamento. O filme completo foi restaurado, editado e finalmente lançado em CD e vídeo em 1996. Incluídas nas gravações estão as introduções de cada ato, incluindo algumas brincadeiras divertidas entre Jagger e Lennon.
Este concerto é a única filmagem do guitarrista do Black Sabbath, Tony Iommi, atuando como membro do Jethro Tull, durante seu breve mandato de duas semanas como substituto de Mick Abrahams. Coincidentemente, esta também é a primeira filmagem ao vivo de Jethro Tull já feita; nenhuma filmagem da formação original com Abrahams (dezembro de 1967 - dezembro de 1968) é conhecida. A banda imitou a versão do álbum de "A Song for Jeffrey" e "Fat Man", então a guitarra ouvida é na verdade Abrahams, e não Iommi, que pode não ter conhecido seu papel suficientemente depois de apenas alguns dias na banda. Os Rolling Stones os forçaram a reduzir o tempo de ensaio, embora Ian Anderson cante e toque flauta ao vivo em "A Song For Jeffrey". "Fat Man" nunca chegou ao lançamento final, embora não seja irracional supor que ele também cantou ao vivo, já que a versão lançada (que aparece em Stand Up) só foi gravada quatro meses depois. Finalmente, a filmagem mostra as primeiras tentativas desajeitadas de Ian Anderson em sua agora famosa posição de tocar flauta, de ficar em uma perna só.

## Recepção
Em uma crítica de 1996, Janet Maslin elogiou os "jovens e elegantes Stones em toda a sua glória insolente presidindo este show desigual, mas profundamente nostálgico"; embora "havia rumores de que os Stones... pensavam que pareciam cansados e se sentiam ofuscados pela alta energia do Who", "dificilmente parece assim, já que o desempenho fabuloso de Mick Jagger quase transforma isso em um show de um homem só." Ela chamou a apresentação de Jethro Tull de um "começo instável" de "indiscutivelmente a banda mais insuportável de sua época", disse o The Who "apareceu cedo e parou o trânsito, apresentando uma performance ardente", e observou que os "gritos estridentes de vidro" de Yoko Ono são "obedientemente" apoiado pelo Dirty Mac. Ela chama a canção de encerramento do show de " alt of the Earth" de presunçosa e condescendente, uma "música sobre pessoas pequenas que vivem no mundo real". 

## Lançamentos

### Cinemas

#### Outubro de 1996
O filme estreou em 12 de outubro de 1996 no Walter Reade Theatre como parte do Festival de Cinema de Nova York.

#### Abril de 2019
Em março de 2019, foi anunciado que o filme teria um lançamento limitado nos cinemas em Dolby Cinema no início de abril, já que o primeiro filme-concerto seria remasterizado com Dolby's Atmos e Vision, em conjunto com o que ainda era então o etapa norte-americana em andamento da No Filter Tour dos Rolling Stones (antes de ser adiada posteriormente). Na verdade, um lançamento limitado do filme remasterizado nos cinemas nos EUA foi exibido durante a primeira semana de abril de 2019. 

### Home Video
The Rolling Stones Rock and Roll Circus foi lançado em outubro de 1996 em VHS e LaserDisc após dois dias de exibições no Walter Reade Theatre como parte do Festival de Cinema de Nova York. 
Uma versão em DVD, produzida por Gochanour e Klein, foi lançada em outubro de 2004,  com áudio remixado em Dolby Surround por Gochanour e pelo co-produtor Klein. O DVD inclui imagens do show, juntamente com recursos extras dirigidos por Gochanour e Klein, que incluem performances anteriormente "perdidas", uma entrevista com Pete Townshend e três comentários em áudio. De particular interesse na entrevista de Townshend é sua descrição da gênese do projeto Circus, que ele afirma inicialmente ter como objetivo envolver os artistas viajando pelos Estados Unidos de trem (um conceito usado para uma curta série de concertos no Canadá que mais tarde foi documentado no longa-metragem Festival Express). O DVD remasterizado também inclui uma visão especial de quatro câmeras da performance de "Yer Blues" dos Beatles, do The Dirty Mac (mostrando Yoko Ono ajoelhada no chão na frente dos músicos, completamente coberta por um lençol preto).

## Lista de faixas do DVD
1. Introdução histórica escrita de David Dalton (0:33)
2. "Entrada dos Gladiadores" (Julius Fučík) – Orquestra/ Desfile do The Rolling Stones Rock and Roll Circus/  Introdução de Mick Jagger ao Rock and Roll Circus (2:10)
3. Introdução de Mick Jagger ao Jethro Tull / "Song for Jeffrey" (Ian Anderson) – Jethro Tull (3:43)
4. Introdução de Keith Richards ao The Who / "A Quick One While He's Away" (Pete Townshend) – The Who (7:40)
5. "Sobre las Olas" (Juventino Rosas) – Orquestra(1:20)
6. "Ain't That a Lot of Love" (Willia Dean "Deanie" Parker, Homer Banks) – Taj Mahal (3:52)
7. Introdução de Charlie Watts à Marianne Faithfull / "Something Better" (Barry Mann, Gerry Goffin) – Marianne Faithfull (2:37)
8. Introdução de Keith Richards à Danny Camara / "Engolidor de Fogo e Luna (Donyale Luna)" (1:28)
9. Introdução de Mick Jagger e John Lennon para o The Dirty Mac (1:05)
10. "Yer Blues" (John Lennon, Paul McCartney) – The Dirty Mac (4:26)
11. "Whole Lotta Yoko" (Yoko Ono) – Yoko Ono, Ivry Gitlis, The Dirty Mac (5:03)
12. Introdução de John Lennon aos Rolling Stones "Jumping Jack Flash" (Mick Jagger, Keith Richards) – The Rolling Stones (3:38)
13. "Parachute Woman" (Jagger, Richards) – The Rolling Stones (2:57)
14. "No Expectations" (Jagger, Richards) – The Rolling Stones (4:07)
15. "You Can't Always Get What You Want" (Jagger, Richards) – The Rolling Stones (4:27)
16. "Sympathy for the Devil" (Jagger, Richards) – The Rolling Stones (8:52)
17. "Salt of the Earth" (Jagger, Richards) – The Rolling Stones (4:56)
18. Creditos, ao som de "Salt of the Earth" (2:45)

## Shows secundários(extras do DVD)
- Entrevista – Pete Townshend (18:26)
- "Checkin' Up on My Baby" (Sonny Boy Williamson) – Taj Mahal (5:39)
- "Leaving Trunk" (Sleepy John Estes) – Taj Mahal (6:28)
- "Corinna" (Taj Mahal, Jesse Ed Davis) – Taj Mahal (3:51)
- Introdução de Brian Jones à Julius Katchen /  "Ritual Fire Dance" – Julius Katchen (4:21)
- "Sonata in C 1st Movement" – Julius Katchen (2:11)
- "Yer Blues" TK2 Quad Split – The Dirty Mac (4:35)
- Introdução de Bill Wyman aos The Clowns /  "The Clowns" (2:01)
- "Close, But No Cigar" – John Lennon and Mick Jagger (0:43)
- "Sympathy for the Devil" (Fatboy Slim Remix Video) – The Rolling Stones (4:29)